# Jean Renaud de Segrais
Jean Renaud de Segrais, francoski plemič, pisatelj, pesnik in akademik, * 22. avgust 1624,  Caen, † 15. marec 1701.